# Honda XL 125-serie
De Honda XL 125-serie is een serie lichte offroadmotorfietsen die Honda produceerde van 1974 tot 1985. De serie omvat de Honda XL 125, de Honda XL 125 S, de Honda XL 125 R en de gelimiteerde Honda XL 125 R Paris Dakar.

## Voorgeschiedenis
Honda leverde al jaren naast de meeste toermodellen ook motorfietsen die voor licht tot zwaar terreinwerk geschikt waren. De scramblers, licht aangepaste toermodellen waren geschikt voor onverharde wegen en kregen de aanduiding "CL", de offroads waren voor zwaarder terreinwerk geschikt en kregen de aanduiding "SL". Vanaf 1972 ging Honda in hoog tempo eencilinders terreinmotoren te produceren met de typeaanduiding "XL". Voor de zwaardere modellen, zoals de Honda XL 250, moest die motor speciaal ontwikkeld worden omdat de normale modellen allemaal paralleltwins hadden. Voor de lichte modellen, zoals de XL 100 en de XL 125 konden de bestaande eencilindermotoren gebruikt worden.

## 1974-1978, XL 125
Na de Honda XL 250 (1972) en de Honda XL 175 (1973) kwamen in 1974 de Honda XL 100 en de Honda XL 125 op de markt. De Honda XL 125 moest het nog stellen met het 12 pk 122cc-eencilindermotortje van de Honda CB 125-serie.

### Motor
De Honda eencilinders hadden allemaal een kopklepmotor met bovenliggende nokkenas, met uitzondering van de CG 125, die een laagliggende nokkenas kreeg, waarbij de kleppen bediend werden met stoterstangen en tuimelaars. De cilinderinhoud bedroeg in eerste instantie slechts 121,9 cc, maar vanaf 1976 werd de boring 0,5 mm groter, waardoor de cilinderinhoud 124,1 cc werd. Alle modellen hadden een wet-sump-smeersysteem.

### Aandrijving
Vanaf de krukas werd de meervoudige natte platenkoppeling door tandwielen aangedreven. De XL 125 had een vijfversnellingsbak. De secundaire aandrijving verliep via een ketting.

### Rijwielgedeelte
Alle modellen hadden een buisframe, meestal van het brugtype, met een extra framebuis van het balhoofd naar de onderkant van het motorblok, dat een dragend deel vormde. Voor de SL 125, TL 125 en de XL 125 was dat als terreinmotor geen optie: de stenen en rotsen zouden het carter beschadigen en daarom kregen die machines een semi-dubbel wiegframe waarbij de framebuis zich onder het blok in tweeën splitste. Daar zat ook nog een stalen carterbeschermer tussen de framebuizen. Alle modellen hadden een telescoopvork en een swingarm en werden geremd met trommelremmen. Het voorwiel mat 21 inch en het achterwiel 18 inch.

### 1974, XL 125 K0
De XL 125 K0 uit 1974 werd geleverd in Fire Red met Silver Metallic en zwart. De tank was rood, de zijdeksels, de uitlaat met het hitteschild, het frame en het koplamphuis waren zwart en de plastic spatborden waren zilverkleurig. Het "XL 125 S"-logo op de zijdeksels was geel. De uitlaat was niet zoals bij de SL 125 omhooggebogen, maar kon vanwege de grotere bodemvrijheid gewoon laag liggen. Het hoge voorspatbord was - vergeleken met de XL 250 en de XL 100 - groot, met zelfs een extra rubber spatlapje aan de voorkant. Er werden ook machines geleverd met hetzelfde spatbord laag gemonteerd met het spatlapje aan de onderkant.
De cilinderkop bestond uit één stuk.

### 1975, XL 125 K1
De XL 125 K1 uit 1975 was Tahitian Red met Silver Metallic en zwart. Het minuscule hitteschildje was verchroomd. Het "XL 125 S"-logo was rood met wit.

### 1976, XL 125 '76
De belangrijkste wijziging in 1976 was de nieuwe motor, met een cilinderkop in twee delen en een boring/slagverhouding van 56,5 × 49,5 mm, waardoor de cilinderinhoud op 124,1 cc kwam. Uiterlijke verschillen vormden de uitlaat, die nu omhooggebogen achter het frame en het rechter zijdeksel lang liep, en de grote, zilverkleurige plastic spatborden. De hoofdkleur was Shiny Orange met wit en zwart. Nu stond er wel "XL 125" (zonder "S") op de zwarte zijdeksels, in geel met wit. De toerenteller die eerdere modellen wel hadden, kwam te vervallen. Er was een klein hitteschildje tussen de framebuizen geplaatst, dat in 1976 nog zwart was.

### 1977, XL 125 '77
De XL 125 uit 1977 was zwart met Shiny Orange, waarbij het oranje in de vorm van een brede bies op de onderste tankhelft zat. De spatborden waren oranje, het kleine hitteschildje verchroomd. Op de zijdeksels stond weer "XL 125 S", in rode letters en cijfers. De wielnaven waren zilver gespoten.

### 1978, XL 125 '78
Zoals alle XL-modellen werd de kleurstelling in 1978 vernieuwd. De hoofdkleur was Tahitian Red, met op de tank en de zijdeksels oranje en gele biezen. Het "XL 125"-logo was geel met wit, de wielnaven zwart gespoten.

## 1979-1985, XL 125 S
Met de komst van de XL 125 S in 1979 kwamen er een aantal technische wijzigingen. De elektrische installatie bleef 6 volt, maar kreeg een elektrische CDI-ontsteking. Het vermogen nam iets toe, maar de machine werd vooral veel bruikbaarder door de inbouw van de zesversnellingsbak, waardoor het kleine bruikbare toerengebied van 7.000-10.000 tpm minder problematisch werd. Het uitlaattraject was iets veranderd, waardoor het hitteschildje tussen de framebuizen niet meer nodig was, maar er zat een nieuw hitteschild op de einddemper. De richtingaanwijzers waren in rubber opgehangen, waardoor ze bij een val in het terrein bleven functioneren.

### 1979, XL 125 S '79
De hoofdkleur van de XL 125 S bleef Tahitian Red, maar de machine werd nog kleuriger door zwarte, grijze en gele biezen op tank en zijdeksels. De achterveren waren verchroomd en het frame was zwart.

### 1980, XL 125 S '80
In 1980 werd de XL 125 S Helios Red, met witte, gele en oranje biezen op de tank. Het "Honda"-logo was rood, maar wit omlijnd. Het instrumentenpaneel (alleen een snelheidsmeter) was vernieuwd. De richtingaanwijzers waren nu van metaal en rond. De achterveren waren zwart, evenals het frame.

### 1981, XL 125 S '81
In 1981 werd de kleur Monza Red met zwart, waarbij de onderste tankhelft zwart was. Ook de zijdeksels waren rood met zwart. Het "Honda"-logo was zwart, het "XL 125 S"-logo stond op het zwarte deel van de zijdeksels en was rood met wit. De richtingaanwijzers waren rechthoekig, de achterveren en het frame waren zwart.

### 1982-1983, XL 125 S '82
In 1982 werden de kleuren veel eenvoudiger. De hoofdkleur was Monza Red en in die kleur waren de tank, de zijdeksels, de spatborden en het frame gespoten. De zwarte vlakken beperkten zich tot een brede bies boven op de tank en zwarte vlakken op de zijdeksels. De achterveren waren ook zwart. De letters "XL" stonden nu, net als bij alle XL-modellen, groot en wit op het achterste deel van het zadel.

### 1984, XL 125 S '84
Ook in 1983 was de kleur Monza Red. De enige uiterlijke wijzigingen zateb in de grote, witte letters "XL" op het zadel, die eerder onderbroken werden door zwarte strepen, maar die nu helemaal wit waren en de zijdeksels, die hoekiger waren geworden.

### 1985, XL 125 S '85
In 1985 werd de kleur Flash Red. De tank kreeg een hoge bult voor de tankontluchting. De extra kleuren zaten in het tanklogo: de Honda-vleugel, de merknaam en het type "125" in rood, wit en bouw. De zijdeksels kregen grote, gele vlakken om ze op startnummerplaten te laten lijken. De letters "XL" stonden nog steeds op het zadel, maar dat was nu blauw. Het frame was rood en de achterveren zwart.

## 1982-1985, XL 125 R, XL 125 R Paris Dakar
De Honda XL 125 R kwam in 1982 op de markt en verwees naar de XR-enduromodellen. Hoewel er geen XR 125 bestond, kreeg de XL 125 kenmerken van die serie, die wel een XR 200 kende. Zo kreeg de machine een veel sportiever uiterlijk en de Progressive Link Mono Suspension (Pro Link)-monovering achter.

### 1982, XL 125 R '82
Motorisch was er geen verschil met de XL 125 S, maar de XL 125 R van 1982 had een witte tank met rode zijkanten, witte zijdeksels met zwarte nummerbordschilden, een rood zadel met in witte letters "XL" erop. Rond de koplamp zat een plastic huis met daarop een klein nummerplaatje. Het frame was rood en het motorblok was zwart.

### 1983-1984, XL 125 R '83
Aan de XL 125 R veranderde in 1983 niet veel, behalve dat het wit was verdwenen en de machine nu helemaal rood met zwart was.

### 1983, XL 125 R Paris Dakar
In dit jaar won Cyril Neveu de Rally Paris-Dakar met een Honda XR 500 en Honda besloot een aantal modellen met het "Dakar-uiterlijk" uit te brengen, waaronder de XL 250 Paris Dakar en de XL 125 R Paris Dakar. Deze machine was in dezelfde kleuren gespoten als de winnende machine van Neveu en had een zeer grote (15 liter) tank.

## Technische gegevens
| Honda                  | K0                                | K1                                | '76                               | '77                               | '78                               |                                   | '79                               | '80                               | '81                               | '82                               | '84                               | '85                               |                                   | '82                               | '83                               | '85                               | Paris Dakar                       |
| ---------------------- | --------------------------------- | --------------------------------- | --------------------------------- | --------------------------------- | --------------------------------- | --------------------------------- | --------------------------------- | --------------------------------- | --------------------------------- | --------------------------------- | --------------------------------- | --------------------------------- | --------------------------------- | --------------------------------- | --------------------------------- | --------------------------------- | --------------------------------- |
|                        | XL 125                            | XL 125                            | XL 125                            | XL 125                            | XL 125                            |                                   | XL 125 S                          | XL 125 S                          | XL 125 S                          | XL 125 S                          | XL 125 S                          | XL 125 S                          |                                   | XL 125 R                          | XL 125 R                          | XL 125 R                          | XL 125 R                          |
| Periode                | 1974                              | 1975                              | 1976                              | 1966                              | 1978                              |                                   | 1979                              | 1980                              | 1981                              | 1982-1983                         | 1984                              | 1985                              |                                   | 1982                              | 1983-1984                         | 1985                              | 1983                              |
| Categorie              | Offroadmotor                      | Offroadmotor                      | Offroadmotor                      | Offroadmotor                      | Offroadmotor                      | Offroadmotor                      | Offroadmotor                      | Offroadmotor                      | Offroadmotor                      | Offroadmotor                      | Offroadmotor                      | Offroadmotor                      | Offroadmotor                      | Offroadmotor                      | Offroadmotor                      | Offroadmotor                      | Offroadmotor                      |
| Motortype              | OHC                               | OHC                               | OHC                               | OHC                               | OHC                               | OHC                               | OHC                               | OHC                               | OHC                               | OHC                               | OHC                               | OHC                               | OHC                               | OHC                               | OHC                               | OHC                               | OHC                               |
| Bouwwijze              | Luchtgekoelde staande eencilinder | Luchtgekoelde staande eencilinder | Luchtgekoelde staande eencilinder | Luchtgekoelde staande eencilinder | Luchtgekoelde staande eencilinder | Luchtgekoelde staande eencilinder | Luchtgekoelde staande eencilinder | Luchtgekoelde staande eencilinder | Luchtgekoelde staande eencilinder | Luchtgekoelde staande eencilinder | Luchtgekoelde staande eencilinder | Luchtgekoelde staande eencilinder | Luchtgekoelde staande eencilinder | Luchtgekoelde staande eencilinder | Luchtgekoelde staande eencilinder | Luchtgekoelde staande eencilinder | Luchtgekoelde staande eencilinder |
| Boring                 | 56 mm                             | 56 mm                             | 56,5 mm                           | 56,5 mm                           | 56,5 mm                           | 56,5 mm                           | 56,5 mm                           | 56,5 mm                           | 56,5 mm                           | 56,5 mm                           | 56,5 mm                           | 56,5 mm                           | 56,5 mm                           | 56,5 mm                           | 56,5 mm                           | 56,5 mm                           | 56,5 mm                           |
| Slag                   | 49,5 mm                           | 49,5 mm                           | 49,5 mm                           | 49,5 mm                           | 49,5 mm                           | 49,5 mm                           | 49,5 mm                           | 49,5 mm                           | 49,5 mm                           | 49,5 mm                           | 49,5 mm                           | 49,5 mm                           | 49,5 mm                           | 49,5 mm                           | 49,5 mm                           | 49,5 mm                           | 49,5 mm                           |
| Cilinderinhoud         | 121,9 cc                          | 121,9 cc                          | 124,1 cc                          | 124,1 cc                          | 124,1 cc                          | 124,1 cc                          | 124,1 cc                          | 124,1 cc                          | 124,1 cc                          | 124,1 cc                          | 124,1 cc                          | 124,1 cc                          | 124,1 cc                          | 124,1 cc                          | 124,1 cc                          | 124,1 cc                          | 124,1 cc                          |
| Carburateur(s)         | Keihin 26 mm carburateur          | Keihin 26 mm carburateur          | Keihin 22 mm carburateur          | Keihin 22 mm carburateur          | Keihin 22 mm carburateur          | Keihin 22 mm carburateur          | Keihin 22 mm carburateur          | Keihin 22 mm carburateur          | Keihin 22 mm carburateur          | Keihin 22 mm carburateur          | Keihin 22 mm carburateur          | Keihin 22 mm carburateur          | Keihin 22 mm carburateur          | Keihin 22 mm carburateur          | Keihin 22 mm carburateur          | Keihin 22 mm carburateur          | Keihin 22 mm carburateur          |
| Smeersysteem           | Wet-sump                          | Wet-sump                          | Wet-sump                          | Wet-sump                          | Wet-sump                          | Wet-sump                          | Wet-sump                          | Wet-sump                          | Wet-sump                          | Wet-sump                          | Wet-sump                          | Wet-sump                          | Wet-sump                          | Wet-sump                          | Wet-sump                          | Wet-sump                          | Wet-sump                          |
| Compressieverhouding   | 9,3:1                             | 9,3:1                             | 9,4 :1                            | 9,4 :1                            | 9,4 :1                            | 9,4 :1                            | 9,4 :1                            | 9,4 :1                            | 9,4 :1                            | 9,4 :1                            | 9,4 :1                            | 9,4 :1                            | 9,4 :1                            | 9,4 :1                            | 9,4 :1                            | 9,4 :1                            | 9,4 :1                            |
| Max. Vermogen          | 12 pk bij 9.000 tpm               | 12 pk bij 9.000 tpm               | 13 pk bij 9.500 tpm               | 13 pk bij 9.500 tpm               | 13 pk bij 9.500 tpm               | 13 pk bij 9.500 tpm               | 13 pk bij 9.500 tpm               | 13 pk bij 9.500 tpm               | 13 pk bij 9.500 tpm               | 13 pk bij 9.500 tpm               | 13 pk bij 9.500 tpm               | 13 pk bij 9.500 tpm               | 13 pk bij 9.500 tpm               | 13 pk bij 9.500 tpm               | 13 pk bij 9.500 tpm               | 13 pk bij 9.500 tpm               | 13 pk bij 9.500 tpm               |
| Primaire aandrijving   | Tandwielen                        | Tandwielen                        | Tandwielen                        | Tandwielen                        | Tandwielen                        | Tandwielen                        | Tandwielen                        | Tandwielen                        | Tandwielen                        | Tandwielen                        | Tandwielen                        | Tandwielen                        | Tandwielen                        | Tandwielen                        | Tandwielen                        | Tandwielen                        | Tandwielen                        |
| Koppeling              | Meervoudige natte plaat           | Meervoudige natte plaat           | Meervoudige natte plaat           | Meervoudige natte plaat           | Meervoudige natte plaat           | Meervoudige natte plaat           | Meervoudige natte plaat           | Meervoudige natte plaat           | Meervoudige natte plaat           | Meervoudige natte plaat           | Meervoudige natte plaat           | Meervoudige natte plaat           | Meervoudige natte plaat           | Meervoudige natte plaat           | Meervoudige natte plaat           | Meervoudige natte plaat           | Meervoudige natte plaat           |
| Versnellingen          | 5                                 | 5                                 | 5                                 | 5                                 | 5                                 |                                   | 6                                 | 6                                 | 6                                 | 6                                 | 6                                 | 6                                 | 6                                 | 6                                 | 6                                 | 6                                 | 6                                 |
| Secundaire aandrijving | Ketting                           | Ketting                           | Ketting                           | Ketting                           | Ketting                           | Ketting                           | Ketting                           | Ketting                           | Ketting                           | Ketting                           | Ketting                           | Ketting                           | Ketting                           | Ketting                           | Ketting                           | Ketting                           | Ketting                           |
| Rijwielgedeelte        | Semi-dubbel wiegframe             | Semi-dubbel wiegframe             | Semi-dubbel wiegframe             | Semi-dubbel wiegframe             | Semi-dubbel wiegframe             | Semi-dubbel wiegframe             | Semi-dubbel wiegframe             | Semi-dubbel wiegframe             | Semi-dubbel wiegframe             | Semi-dubbel wiegframe             | Semi-dubbel wiegframe             | Semi-dubbel wiegframe             | Semi-dubbel wiegframe             | Semi-dubbel wiegframe             | Semi-dubbel wiegframe             | Semi-dubbel wiegframe             |                                   |
| Voorvork               | Telescoopvork                     | Telescoopvork                     | Telescoopvork                     | Telescoopvork                     | Telescoopvork                     | Telescoopvork                     | Telescoopvork                     | Telescoopvork                     | Telescoopvork                     | Telescoopvork                     | Telescoopvork                     | Telescoopvork                     | Telescoopvork                     | Telescoopvork                     | Telescoopvork                     | Telescoopvork                     | Telescoopvork                     |
| Achtervork             | Swingarm                          | Swingarm                          | Swingarm                          | Swingarm                          | Swingarm                          | Swingarm                          | Swingarm                          | Swingarm                          | Swingarm                          | Swingarm                          | Swingarm                          | Swingarm                          |                                   | Pro Link                          | Pro Link                          | Pro Link                          | Pro Link                          |
| Remmen                 | Trommelremmen                     | Trommelremmen                     | Trommelremmen                     | Trommelremmen                     | Trommelremmen                     | Trommelremmen                     | Trommelremmen                     | Trommelremmen                     | Trommelremmen                     | Trommelremmen                     | Trommelremmen                     | Trommelremmen                     | Trommelremmen                     | Trommelremmen                     | Trommelremmen                     | Trommelremmen                     | Trommelremmen                     |
| Tankinhoud             | 7 Liter                           | 7 Liter                           | 7 Liter                           | 7 Liter                           | 7 Liter                           | 7 Liter                           | 7 Liter                           | 7 Liter                           | 7 Liter                           | 7 Liter                           | 7 Liter                           | 7 Liter                           |                                   | 8 Liter                           | 8 Liter                           | 8 Liter                           | 15 liter                          |
| Droog gewicht          | 106,6 kg                          | 106,6 kg                          | 108 kg                            | 108 kg                            | 108 kg                            |                                   | 106 kg                            | 106 kg                            | 106 kg                            | 106 kg                            | 106 kg                            | 106 kg                            | 106 kg                            | 106 kg                            | 106 kg                            | 106 kg                            | 106 kg                            |
| Voorganger             | SL 125                            | SL 125                            | SL 125                            | SL 125                            | SL 125                            |                                   | XL 125                            | XL 125                            | XL 125                            | XL 125                            | XL 125                            | XL 125                            | XL 125                            | XL 125                            | XL 125                            | XL 125                            | XL 125                            |
| Opvolger               | XL 125 S/R                        | XL 125 S/R                        | XL 125 S/R                        | XL 125 S/R                        | XL 125 S/R                        |                                   | Geen                              | Geen                              | Geen                              | Geen                              | Geen                              | Geen                              | Geen                              | Geen                              | Geen                              | Geen                              | Geen                              |